# Béthon
Béthon és un municipi francès situat al departament del Sarthe i a la regió de País del Loira. L'any 2007 tenia 310 habitants.

## Demografia

### Població
El 2007 la població de fet de Béthon era de 310 persones. Hi havia 110 famílies de les quals 19 eren unipersonals (15 homes vivint sols i 4 dones vivint soles), 42 parelles sense fills, 45 parelles amb fills i 4 famílies monoparentals amb fills.
La població ha evolucionat segons el següent gràfic:
Habitants censats

### Habitatges
El 2007 hi havia 116 habitatges, 110 eren l'habitatge principal de la família, 1 era una segona residència i 6 estaven desocupats. Tots els 116 habitatges eren cases. Dels 110 habitatges principals, 99 estaven ocupats pels seus propietaris, 9 estaven llogats i ocupats pels llogaters i 1 estava cedit a títol gratuït; 5 tenien dues cambres, 15 en tenien tres, 32 en tenien quatre i 58 en tenien cinc o més. 89 habitatges disposaven pel capbaix d'una plaça de pàrquing. A 31 habitatges hi havia un automòbil i a 72 n'hi havia dos o més.

### Piràmide de població
La piràmide de població per edats i sexe el 2009 era:
| Homes | Edats   | Dones |
| ----- | ------- | ----- |
| 0     | 95 o +  | 0     |
| 0     | 90 a 94 | 0     |
| 0     | 85 a 89 | 0     |
| 4     | 80 a 84 | 4     |
| 0     | 75 a 79 | 8     |
| 0     | 70 a 74 | 4     |
| 8     | 65 a 69 | 8     |
| 12    | 60 a 64 | 0     |
| 0     | 55 a 59 | 4     |
| 36    | 50 a 54 | 20    |
| 16    | 45 a 49 | 20    |
| 8     | 40 a 44 | 12    |
| 8     | 35 a 39 | 4     |
| 0     | 30 a 34 | 8     |
| 4     | 25 a 29 | 0     |
| 4     | 20 a 24 | 0     |
| 16    | 15 a 19 | 16    |
| 0     | 10 a 14 | 12    |
| 8     | 5 a 9   | 8     |
| 0     | 0 a 4   | 4     |

## Economia
El 2007 la població en edat de treballar era de 203 persones, 137 eren actives i 66 eren inactives. De les 137 persones actives 130 estaven ocupades (70 homes i 60 dones) i 7 estaven aturades (2 homes i 5 dones). De les 66 persones inactives 33 estaven jubilades, 14 estaven estudiant i 19 estaven classificades com a «altres inactius».

### Ingressos
El 2009 a Béthon hi havia 114 unitats fiscals que integraven 308,5 persones, la mediana anual d'ingressos fiscals per persona era de 17.075 €.

### Activitats econòmiques
Dels 9 establiments que hi havia el 2007, 1 era d'una empresa de construcció, 5 d'empreses de comerç i reparació d'automòbils, 2 d'empreses immobiliàries i 1 d'una empresa classificada com a «altres activitats de serveis».
Dels 4 establiments de servei als particulars que hi havia el 2009, 2 eren tallers de reparació d'automòbils i de material agrícola, 1 fusteria i 1 agència immobiliària.
L'únic establiment comercial que hi havia el 2009 era una botiga de congelats.
L'any 2000 a Béthon hi havia 8 explotacions agrícoles que ocupaven un total de 528 hectàrees.

## Poblacions més properes
El següent diagrama mostra les poblacions més properes.